# Dönük Qırıqlı
Dönük Qırıqlı è un comune dell'Azerbaigian situato nel distretto di Tovuz. Conta una popolazione di 3 577 abitanti.